# Charles Noyes Forbes
Charles Noyes Forbes (* 24. September 1883 in Boylston, Massachusetts; † 10. August 1920 in Honolulu, Hawaii) war ein US-amerikanischer Botaniker. Sein offizielles botanisches Autorenkürzel lautet „C. N. Forbes“.

## Leben und Wirken
Während des großen Erdbebens in San Francisco von 1906 verrichtete er als Kadett der University of California Hilfsdienste für die Polizei und die Armee. Von 1908 bis 1920 war er Kurator des Herbars am Bernice P. Bishop Museum in Honolulu. 1919 war er der erste Botaniker, der die Sumpfflora im östlichen Maui erforschte. Forbes beschrieb mehrere hawaiische Pflanzentaxa, die heute sehr selten oder bereits ausgestorben sind, darunter Cyanea parvifolia, Hibiscadelphus bombycinus und Clermontia tuberculata. Arten wie Cheirodendron forbesii oder Pipturus forbesii sind zu Ehren von Charles Noyes Forbes benannt worden.